# Носов, Николай Николаевич
Никола́й Никола́евич Но́сов (10 (23) ноября 1908, Киев, Российская империя — 26 июля 1976, Москва, СССР) — русский советский детский писатель-прозаик, драматург, киносценарист. Лауреат Сталинской премии III степени (1952) и Государственной премии РСФСР им. Н. К. Крупской (1969).

## Биография

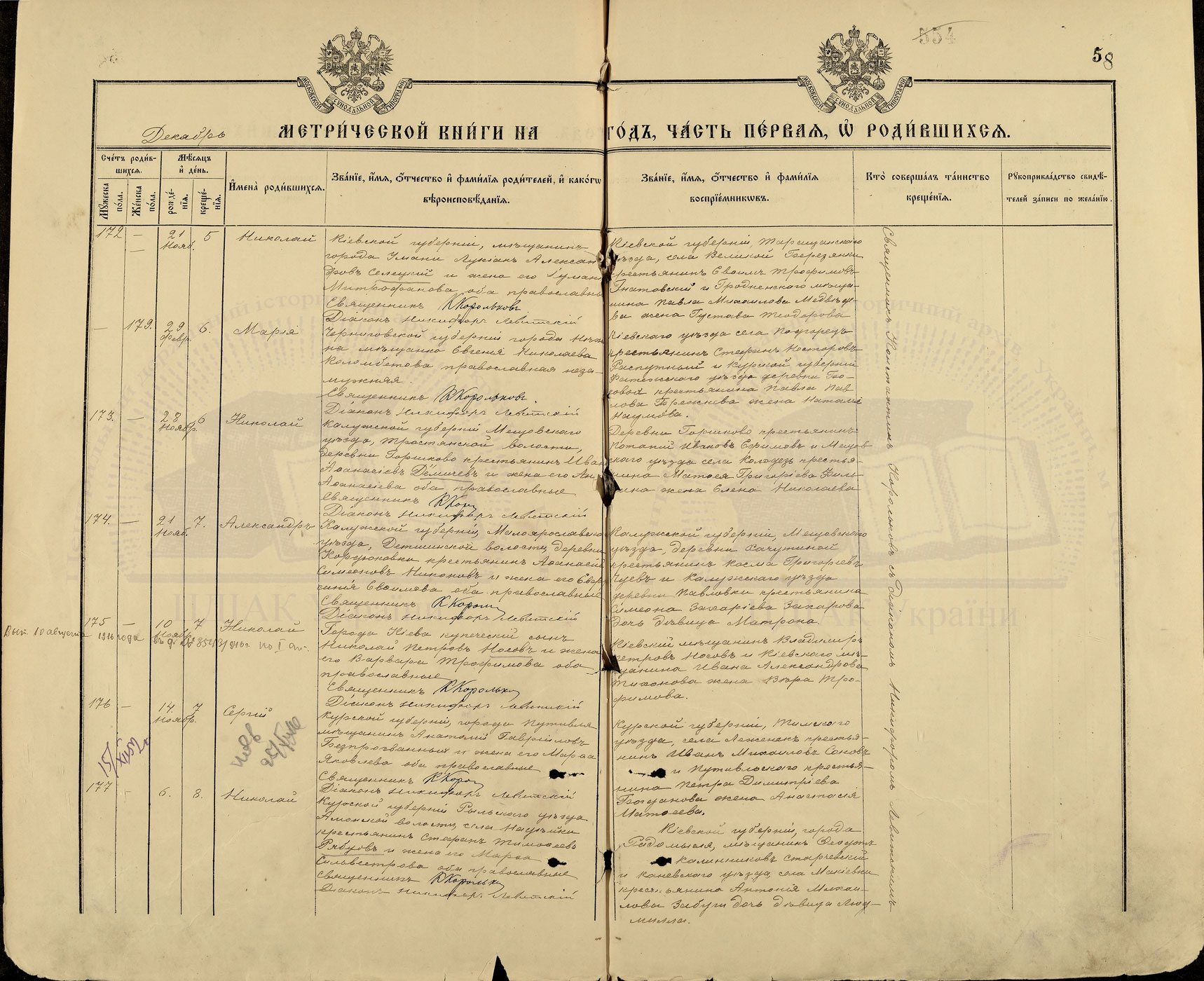
Запись в метрической книге церкви св. Иоанна Златоуста (Златоустовской Железной) Киева о рождении Николая Носова

Николай Николаевич Носов родился 10 (23 ноября) 1908 года в Киеве, в семье эстрадного артиста, который в зависимости от обстоятельств работал и железнодорожником. Детство его прошло в небольшом городке Ирпене, недалеко от Киева, где мальчик и начал учиться в гимназии.
Николай был вторым сыном в семье, кроме него в семье воспитывался старший брат Пётр и младшие брат и сестра. Маленький Николай любил бывать на выступлениях отца, смотреть концерты и спектакли. Родители даже думали, что мальчик тоже хочет стать актёром. В школьные годы он хотел стать музыкантом и долго мечтал, чтобы ему купили скрипку. После покупки скрипки Николай понял, что учиться музыке нелегко, и скрипка была заброшена. Детство и школьные годы Николая Носова пришлись на тяжелейший период в российской истории: Первую мировую и Гражданскую войну. Недостаток продуктов, отсутствие тепла и электричества холодной зимой, болезни были обычным явлением того времени. Вся его семья переболела тифом. К счастью, никто не умер. Николай вспоминал, что, когда он выздоровел (он болел дольше всех), его мать плакала от радости, потому что все остались живы. «Так я узнал, что плакать можно не только от горя».
Носов с гимназических лет увлекался музыкой, театром, шахматами, фотографией, электротехникой и даже радио. Чтобы прокормить семью, Николай с 14 лет был вынужден работать: был газетным торговцем, землекопом, косарём и т. п. После 1917 года гимназия была реорганизована в школу-семилетку. Окончив её в 1924 году, он работал чернорабочим на бетонном заводе в Ирпене, потом на частном кирпичном заводе в окрестностях города.
После Гражданской войны Николай увлёкся химией. Вместе со школьным товарищем он организовал химическую лабораторию на чердаке своего дома, где друзья проводили разные опыты. Носов вспоминал: «По окончании школы я был уверен, что должен стать химиком и никем другим! Химия мне представлялась наукой из наук». Николай хотел поступить на химический факультет Киевского политехнического института, но не смог, так как он не окончил профшколу, дающую законченное среднее образование. Николай стал обучаться в вечерней профшколе, готовясь к поступлению в политехнический вуз. Одновременно с этим он пошёл работать на Ирпенский кирпичный завод. Но перед поступлением Николай вдруг передумал и в возрасте 19 лет поступил в Киевский художественный институт. Николай тогда серьёзно увлёкся фотографией, а затем — и кинематографом. Это и повлияло на его выбор.
В Москве Николай Носов жил на Новокузнецкой улице, дом 8 (1950-е годы); на Киевской улице, дом 20 (1960-е годы); на Красноармейской улице, дом 21 (с 1967 года до конца жизни).
Умер в Москве 26 июля 1976 года в возрасте 67 лет. Похоронен в Москве на Кунцевском кладбище (10 уч.).

## Семья и личная жизнь
Николай Носов был женат дважды. Его первая жена Елена умерла, когда их сыну Петру было 15 лет. От второй жены Татьяны Фёдоровны Серединой (1910—1982) детей не было. Николай Носов посвятил ей «Приключения Незнайки и его друзей».
Сын писателя Пётр Носов (1931—2002) стал фотожурналистом, классиком отечественной жанровой и репортажной фотографии. Около 30 лет он проработал в Фотохронике ТАСС, где возглавлял творческую секцию. Внук — Игорь Носов (р. 1962) — фотограф, писатель, автор «Новых приключений Коротышек».
Брат — Пётр Носов (1907—1971) — режиссёр-мультипликатор.

## Творчество

### Литературное творчество
Некоторые воспоминания о своём детстве Носов использовал в книге «Тайна на дне колодца» (см. напр.: Н. Носов. Собрание сочинений в 4 томах, т. 4. М.: Детская литература, 1982 г.).
С 1938 года начинает писать детские рассказы, но профессиональным литератором становится только после Великой Отечественной войны. Первый рассказ Носова был опубликован в 1938 году, назывался он «Затейники». Потом были опубликованы другие рассказы: «Живая шляпа», «Огурцы», «Чудесные брюки», «Мишкина каша», «Огородники», «Фантазёры» и др. Печатались они в основном в журнале для детей «Мурзилка». Эти рассказы вошли в первый сборник Носова «Тук-тук-тук», 1945. Через год издательство «Детгиз» выпустило следующий сборник рассказов Носова — «Ступеньки».

Сам Николай Николаевич говорил, что начал писать для детей совершенно случайно — сперва просто рассказывал сказки своему маленькому сынишке и его друзьям. 
«Постепенно я понял, что сочинять для детей — наилучшая работа, она требует очень много знаний, и не только литературных…»
Николай Николаевич интересовался психологией детей, считал, что «к детям нужно относиться с самым большим и очень тёплым уважением», наверное, поэтому его книги находили и находят такой большой отклик у детской аудитории.
В 1947 году вышел сборник «Весёлые рассказы». Широкую популярность завоевали и повести для подростков «Весёлая семейка» (1949), «Дневник Коли Синицына» (1950), «Витя Малеев в школе и дома» (1951). В 1952 году Николай Носов получил Сталинскую премию третьей степени за написание повести «Витя Малеев в школе и дома». В 1954 году по этой повести был снят детский художественный фильм «Два друга».
В 1953 году был опубликован сборник рассказов «На горке», в 1956 году — «Прятки», в 1958 году — «Весёлые рассказы и повести».
Короткие, порой отчётливо сконструированные, всегда весьма детальные, эти истории призваны воспитывать в детях честность, чувство товарищества, отзывчивость, любовь к труду и т. д.; в них осуждаются такие постыдные качества, как зависть, тщеславие, грубость.

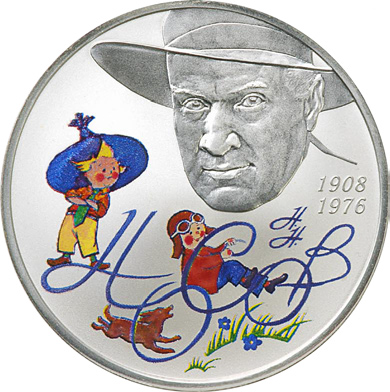
Монета Банка России — Серия: «Выдающиеся личности России», 100-летие со дня рождения детского писателя Николая Николаевича Носова, серебро, 2 рубля, реверс.

Наиболее известны и любимы читателями сказочные произведения Николая Носова о Незнайке. Первое из них — сказка «Винтик, Шпунтик и пылесос». Потом была написана знаменитая трилогия, в которую вошли повести «Приключения Незнайки и его друзей» (1953—1954), «Незнайка в Солнечном городе» (1958) и «Незнайка на Луне» (1964—1965).
Одним из первых иллюстраторов «Незнайки» был Алексей Лаптев (1905—1965) — художник, который подарил литературному герою хорошо знакомый всем образ. Не менее известным иллюстратором Носова был Генрих Вальк. Также книги Носова иллюстрировали художники: Иван Семёнов, Д. Бисти, Е. Афанасьева, Аминадав Каневский, Виталий Горяев, Герман Огородников и другие.
Николай Николаевич Носов писал не только для детей. В 1969 году выходит сборник сатирических рассказов «Иронические юморески», которые затрагивали вопросы современной литературы («О литмастерстве», «Поговорим о поэзии», «Трактат о комедии»), русский алфавит («А, Б, В…»), отношения учителя и ученика («Второй раз в первый класс»), социальные темы — мещанство («Ещё об одном, всем надоевшем вопросе»), взаимоотношения родителей и их детей («Нужно ли называть родителей предками и конями и о других подобных вопросах»), вредные привычки («Об употреблении спиртных напитков») и т. д.
Автобиографические произведения писателя — это «Повесть о моём друге Игоре» (1971—1972), написанная в форме дневниковых записей из жизни дедушки и внука (1-я ч. — «Между годом и двумя», 2-я ч. — «От двух до двух с половиной лет» и т. д.) и художественно-мемуарная повесть «Тайна на дне колодца» (1977), вышедшая уже после смерти писателя; два её первоначальных варианта — «Повесть о детстве» и «Всё впереди» — изданы в 1976 году.

### Кинематографическая деятельность
В 1929 году Николай Носов перевёлся в Московский институт кинематографии. В 1932 году он окончил его и до 1951 года работал постановщиком и режиссёром мультипликационных, научных и учебных фильмов.
В годы Великой Отечественной войны Носов занимался режиссурой учебных военно-технических фильмов для РККА.

## Память

Могила на Кунцевском кладбище

В 2008 году к 100-летию со дня рождения Н. Н. Носова Центральный банк РФ выпустил серебряную монету.
В апреле 2018 года в Святошинском районе Киева новая улица названа в честь Николая Носова.

## Награды и премии
- Орден Красной Звезды (15.12.1943) — за создание выдающегося учебного фильма «Планетарные трансмиссии в танках» и проявленный при этом трудовой героизм
- Медаль «За доблестный труд в Великой Отечественной войне 1941-1945 гг.»
- другие медали
- Сталинская премия III степени (1952) — за повесть «Витя Малеев в школе и дома» (1951)[6].
- Государственная премия РСФСР имени Н. К. Крупской (1969) — за трилогию о Незнайке[21].

### Повести и романы
- «Тайна на дне колодца»
- «Мы и дети» (предположительно статья)
- «Повесть о моём друге Игоре»
- «Небольшая литературная энциклопедия»
- «Бабушка Дина»
- «Кванты смеха»
- «Витя Малеев в школе и дома»
- «Весёлая семейка»
- «Дневник Коли Синицына»
- «Приключения Незнайки и его друзей»
- «Незнайка в Солнечном городе»
- «Незнайка на Луне»

### Пьесы
- «Незнайка учится»
- «Незнайка-путешественник» (короткая история о полёте на шаре, позже включённая в сочинение «Приключения Незнайки и его друзей»)

### Рассказы
- «Автомобиль» (1939[22])
- «Бенгальские огни» (1938)
- «Бобик в гостях у Барбоса»
- «Винтик, Шпунтик и пылесос» (1956)
- «Дружок» (1947)
- «Живая шляпа[23]» (1938)
- «Замазка»
- «Заплатка» («Чудесные брюки», 1941)
- «Затейники» (1938)
- «И я помогаю»
- «Карасик»
- «Клякса»
- «Когда мы смеёмся»
- «Леденец»
- «Метро»
- «Милиционер»
- «Мишкина каша» (1938)
- «На горке»
- «Находчивость»
- «Наш каток»
- «Огородники»
- «Огурцы»
- «Приключения Толи Клюквина» (1961)
- «Про Гену»
- «Про репку»
- «Про тигра»
- «Прятки»
- «Под одной крышей»
- «Саша» (1938)
- «Ступеньки»
- «Телефон» (1946)
- «Три охотника»
- «Тук-тук-тук»
- «Фантазёры» (1940, в журнале «Мурзилка» рассказ был опубликован под названием «Мишутка и Стасик»)
- «Федина задача» (1938)
- «Шурик у дедушки» (1956)

## Фильмография
- 1954: «Два друга» — художественный фильм по повести «Витя Малеев в школе и дома» (сценарий автора)
- 1958: «Дружок» — художественный фильм по мотивам рассказов «Мишкина каша» и «Дружок» (сценарий автора)
- 1960: «Винтик и Шпунтик — весёлые мастера» — мультфильм (оригинальный сценарий автора)
- 1961: «Незнайка учится» — мультфильм по мотивам одноимённой пьесы (сценарий автора)
- 1961: «Фунтик и огурцы» — мультфильм по мотивам рассказа «Огурцы» (сценарий автора)
- 1964: «Приключения Толи Клюквина» — художественный фильм по мотивам рассказов «Шурик у дедушки» (1956), «Саша» (1938) и «Приключения Толи Клюквина» (сценарий автора)
- 1964: «Барбос в гостях у Бобика» — короткометражный художественный фильм по рассказу «Бобик в гостях у Барбоса» (сценарий автора)
- 1965: «Фантазёры» — художественный фильм по мотивам рассказов «Фантазёры» (1940), «Карасик» (1956) и «Огурцы» (сценарий автора)
- 1968: «Случилось это зимой» — мультфильм по мотивам рассказа «Три охотника» (сценарий автора)
- 1972: «Приключения Незнайки и его друзей» — мультипликационный сериал, 10 серий (сценарий автора)[24]:

1. «Коротышки из Цветочного города»
2. «Незнайка — музыкант»
3. «Незнайка — художник»
4. «Незнайка — поэт»
5. «Незнайка за рулём»
6. «Как Знайка придумал воздушный шар»
7. «Воздушное путешествие»
8. «Незнайка в Зелёном городе»
9. «Незнайка встречается с друзьями»
10. «Возвращение»

- 1974: «Весёлые истории» — художественный телефильм из 3 новелл по мотивам рассказов «И я помогаю», «Про Гену» и «Телефон» (сценарий автора)
- 1977: «Бобик в гостях у Барбоса» — мультфильм по одноимённому рассказу
- 1977: «Незнайка в Солнечном городе» — мультипликационный сериал, 10 серий[25]:

1. «Как Незнайка совершал хорошие поступки»
2. «Встреча с волшебником»
3. «Превращения начинаются»
4. «Побег»
5. «Превращения продолжаются»
6. «Приключения трёх ослов»
7. «Удивительные подвиги»
8. «Снова вместе»
9. «Переполох в зоопарке»
10. «Волшебник появляется снова»

- 1983: «Живая радуга» — художественный фильм по мотивам повести «Весёлая семейка»
- 1983: «Незнайка с нашего двора» — художественный телефильм, 2 серии[26]
- 1987: «Топинамбуры»: художественный телефильм, 2 серии (по мотивам рассказов)
- 1997—1999: «Незнайка на Луне» — мультипликационный сериал студии FAF Entertainment по мотивам одноимённой повести, 12 серий.

- Сезон 1 (1997):

1. «Загадка лунного камня»
2. «Грандиозный замысел Знайки»
3. «Незнайка и Пончик летят на Луну»
4. «Первый день на Луне»
5. «Звёздочка»
6. «„Дорогие“ друзья»

- Сезон 2 (1998—1999):

1. «Акционерное общество гигантских растений»
2. «Большой Бредлам»
3. «Незнайка ищет работу»
4. «Куда исчезла ракета»
5. «Знайка спешит на помощь»
6. «Дорога домой»

Мультфильмы про Весёлых человечков (с участием Незнайки):
- 1959: «Ровно в три пятнадцать»
- 1965: «Где я его видел?»